# Elachista albicapilla
Elachista albicapilla is een vlinder uit de familie grasmineermotten (Elachistidae). De wetenschappelijke naam is voor het eerst geldig gepubliceerd in 1918 door Hofner.
De soort komt voor in Europa.